# Старая Сейма
Старая Сейма — посёлок в Володарском районе Нижегородской области. Входит в состав сельсовета Красная Горка. Население 5 (2010) человек

## Общая физико-географическая характеристика
Географическое положение
По автомобильным дорогам расстояние до областного центра города Нижнего Новгорода составляет 74 км, до районного центра города Володарска — 11 км. Абсолютная высота 72 метров над уровнем моря.
Часовой пояс
Старая Сейма, как и вся Нижегородская область, находится в часовой зоне МСК (московское время). Смещение применяемого времени относительно UTC составляет +3:00.

## Население
| 2010 |
| ---- |
| 5    |